# Макопсе (платформа)
Макопсе (бывшая ЦК ЖД) — платформа Северо-Кавказской железной дороги РЖД, расположена в микрорайоне Вишнёвка Лазаревского района города Сочи, Краснодарский край, Россия.

## Описание
Расположена на берегу Чёрного моря у впадения реки Вишнёвка.